# Mączniak prawdziwy grochu

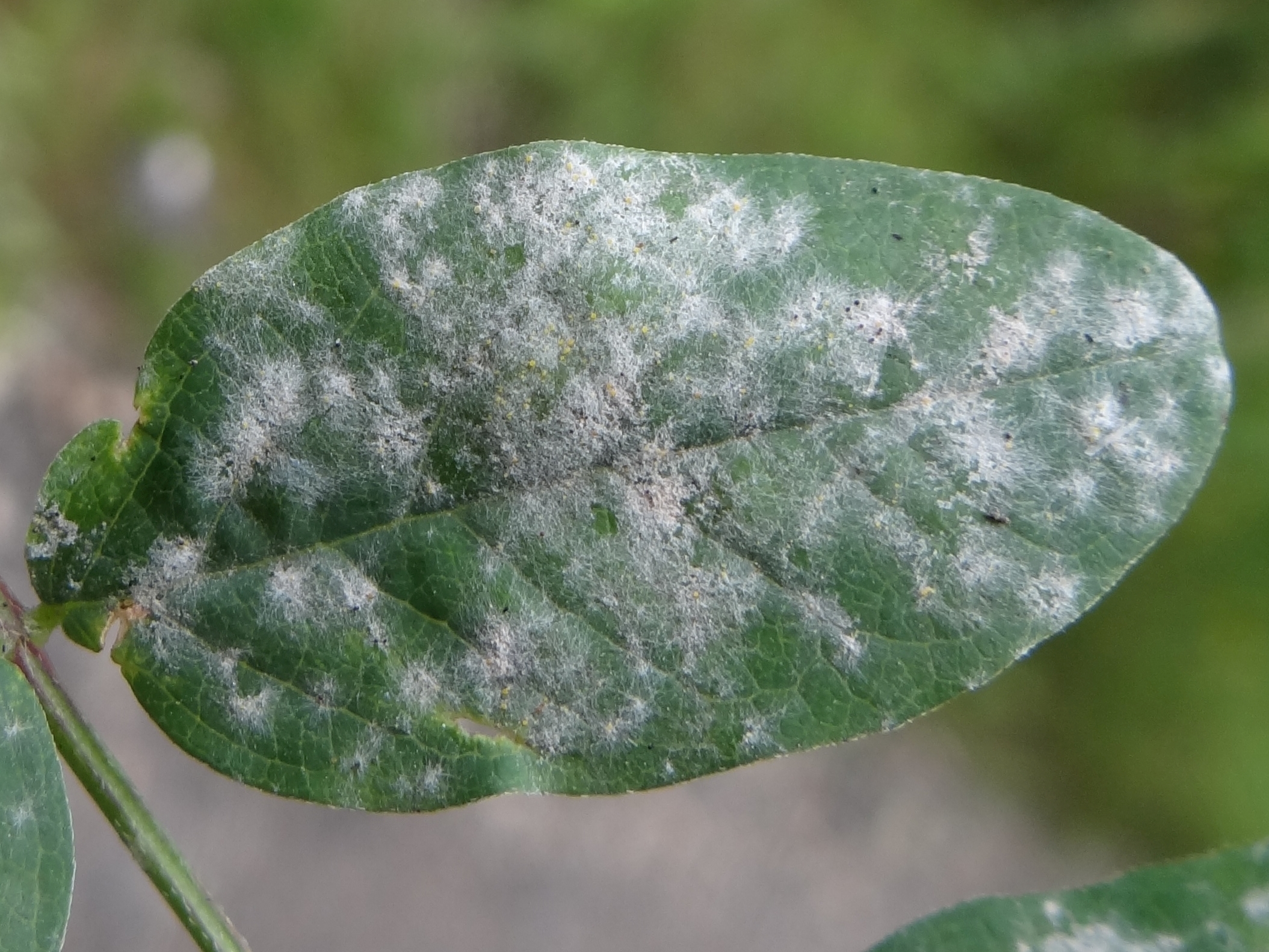
Objawy choroby na górnej powierzchni listka

Mączniak prawdziwy grochu (ang. powdery mildew of pea, powdery mildew of legumes) – grzybowa choroba grochu Pisum wywoływana przez Erysiphe pisi. Jest to choroba z grupy mączniaków prawdziwych.

## Występowanie i szkodliwość
Choroba występuje na całym świecie. Wywołujący ją patogen rozwija się na licznych gatunkach roślin dziko rosnących i na roślinach uprawnych zaliczanych do rodziny bobowatych Fabaceae. Wśród roślin uprawnych oprócz grochu atakuje także lucernę Medicago, wywołując u niej mączniaka prawdziwego lucerny, wykę Vicia, łubin Lupinus, w niewielkim stopniu także groszek Lathyrus, fasolę Phaseolus i koniczynę Trifolium. U tej ostatniej wraz z Erysiphe trifolii, który jest głównym sprawcą, wywołuje mączniaka prawdziwego koniczyny.
Choroba jest szczególnie groźna w rejonach świata o klimacie suchym i ciepłym. W Polsce ma niewielkie znaczenie, zazwyczaj bowiem pojawia się późno, pod koniec okresu wegetacji roślin. Przy wczesnym porażeniu może jednak obniżyć plony.

## Objawy
Choroba poraża głównie liście i pędy, w mniejszym stopniu strąki. Powoduje powstanie na nich mączystego nalotu. Może on tworzyć plamy, ale przy silnym porażeniu może je całkowicie pokryć. Początkowo jest biały i delikatny, później jednak staje się coraz bardziej gęsty i ciemniejszy (szary). W dobrze rozwiniętym nalocie pojawiają się drobne kuliste i ciemne (prawie czarne) owocniki – klejstotecja. Silnie porażone liście zasychają i przedwcześnie obumierają. Porażone strąki ciemnieją, nabrzmiewają, a czasami także pękają. Rozwijająca się w nich grzybnia patogenu przerasta do nasion, które zmieniają barwę na szarobrunatną.

## Epidemiologia i etiologia
Patogen zimuje na resztkach pożniwnych. Powstające w nich płciowo askospory powodują infekcję pierwotną. W czasie sezonu wegetacyjnego rozwijająca się na porażonych roślinach grzybnia wytwarza bezpłciowo konidia, które roznoszone przez wiatr rozprzestrzeniają chorobę wywołując infekcje wtórne. Może powstać wiele ich pokoleń. Przy sprzyjającej patogenowi suchej i ciepłej pogodzie cykl wytwarzania konidiów trwa siedem dni, a nawet krócej.

## Ochrona
Ochrona polega głównie na zapobieganiu chorobie. Dokonuje się tego poprzez zaorywanie resztek pozostałych po zbiorze roślin i uprawianie odmian o mniejszej podatności na tę chorobę. W przypadku większego zagrożenia chorobą należy profilaktycznie opryskiwać plantację fungicydami siarkowymi. Nie należy ich stosować przy temperaturze powietrza powyżej 25 °C.